# 트라이하이드록시벤조산
트라이하이드록시벤조산(영어: trihydroxybenzoic acid)은 다음과 같은 페놀산을 지칭할 수 있다.
- 갈산 (3,4,5-트라이하이드록시벤조산)
- 플로로글루신올 카복실산 (2,4,6-트라이하이드록시벤조산)

O-메틸화 트라이하이드록시벤조산은 다음과 같다.
- 유데슴산
- 시링산

글리코사이드는 다음과 같다.
- 테오갈린

## 같이 보기
- 모노하이드록시벤조산
- 다이하이드록시벤조산

| Disambiguation icon | 이 문서는 명칭이 같은 여러 화합물을 연결하는 색인 문서입니다. |